# Bartolomeo Olivieri
Bartolomeo Olivieri, noto anche col nome latinizzato di Bartholomaeus (Cutro, 3 dicembre 1642 – Umbriatico, 24 agosto 1708), è stato un vescovo cattolico italiano.

## Biografia
Bartolomeo Olivieri nacque a Cutro, in arcidiocesi di Santa Severina, il 3 dicembre 1642.
Ordinato presbitero il 30 gennaio 1667, proseguì i suoi studi fino a conseguire la laurea in utroque iure.
Il 17 dicembre 1696 venne nominato vescovo di Umbriatico da papa Innocenzo XII; ricevette l'ordinazione episcopale il successivo 21 dicembre dal cardinale Sebastiano Antonio Tanara e dai co-consacranti Prospero Bottini, arcivescovo titolare di Mira, e Giorgio Spínola, vescovo di Albenga.
Poco tempo dopo aver preso possesso della diocesi, ossia intorno al 1700, Olivieri ebbe modo di constatare il livello di corruzione, di disordine e di abusi presenti tra il clero regolare e quello secolare, dettato soprattutto dalla loro scarsa formazione dottrinale e spirituale, di cui lo stesso Oliverio ebbe da dire a tal proposito: «nullo modo eos ob eorum malitiam et subterfugia castigare possum et corrigere».
Nel 1701 presentò una relazione ad limina apostolorum dove fornì una descrizione accurata della cattedrale di San Donato, dello stato fatiscente in cui versava e dei lavori di ristrutturazione da lui avviati.
Resse la diocesi di Umbriatico fino alla morte, avvenuta il 24 agosto 1708.

## Genealogia episcopale
La genealogia episcopale è:
- Cardinale Juan Pardo de Tavera
- Cardinale Antoine Perrenot de Granvelle
- Vescovo Frans van de Velde
- Arcivescovo Louis de Berlaymont
- Vescovo Maximilien Morillon
- Vescovo Pierre Simons
- Arcivescovo Matthias Hovius
- Arcivescovo Jacobus Boonen
- Arcivescovo Gaspard van den Bosch
- Vescovo Marius Ambrosius Capello, O.P.
- Arcivescovo Alphonse de Berghes
- Cardinale Sebastiano Antonio Tanara
- Vescovo Bartolomeo Olivieri